# 痴漢

典型的な痴漢行為

痴漢（ちかん）とは、本来は「愚かな男」「ばかもの」「たわけもの」などを意味する言葉であったが、のちに「女性にみだらな行為をする男」、またそのような行為を意味するようになった。痴漢行為ともいい、行為によっては強制わいせつ、公然わいせつ、器物損壊などによる取締りの対象となる性犯罪であり性暴力である。2024年度の痴漢検挙件数は2,254件であり、うち1,321件が駅構内と電車等乗物内が占め、盗撮も検挙数1,203件となり駅構内エスカレーター・階段が約1000件ある。東京都調査では被害者は中高生女子が多数であり被害時に驚きや恐怖を感じ、その7割が被害届を出さず暗数が多い犯罪であるが、男子生徒も被害にあい逮捕事例もある。痴漢被害者は被害届を出すことを阻害されたり、心理的に電車に乗れないなどの被害の継続がありPTSD発症もある。弁護士の多くは加害者支援を行い被害者支援者を見つけることは困難との体験談がある。被害者が「示談金」で小遣い稼ぎとの言説の流布があるが実態は常習加害者が「示談慣れ」しており、このため支援弁護士は被害者に日弁連の委託援助制度の活用を勧めている。治療者によると加害者の多くは四大卒サラリーマン家庭持ち男性である。
「痴漢 (chikan)」行為が「日本特有」との主張もあるが、このような行為は地下鉄やライブなど日本国外でも密集した環境で発生している。満員状態の電車内が被害経験場所の大多数を占めるように、公共交通機関内など混雑環境で発生する傾向にある。被害者は女子高校生が最多で半数以上が小中高校生であり、7割が被害届を出さず泣き寝入りしている状況にある。2020年厚労省の研究報告では日本では1日に1,000人以上の子どもが痴漢を含めた性被害を経験すると試算されている。痴漢(あるいは痴漢的行為を含む性的嫌がらせ)は、挿入の伴わない性的接触として性的虐待に明示的に含めた文献もある。小児性被害の男女比はおよそ1：2と言われている。痴漢をきっかけに加害性が増して、ストーカー、不同意わいせつにつながるという点でも危険で悪質な犯罪である。過去に埼玉県警察が検挙した痴漢事件では、被害者は10代・20代の女性が8割を占め、特に電車通学を始めたばかりの高校1年生が標的にされていたことが明らかになっている。
インターネット掲示板で仲間を集ったり痴漢を励行する事案もあり、受験シーズンや入学時期に行政と警察の痴漢防止取り締まり強化が実施されている。通学通勤での痴漢被害を防ぐための時差通勤や時差登校導入の提案の声もある。

## 解説
電車やエレベーター、夜道などで相手の体に触れたり抱きついたり、自身の下半身を露出させて相手の反応をみて楽しんだりする行為であり、性犯罪に当たる。基本的に非殺傷系の性的暴行、性暴力、その行為者を意味する。『精神障害の診断と統計マニュアル』及びWHOの「国際疾病分類」では、窃触障害として性依存症に分類される。加害をするため混雑電車車両を何度も往復したり、駅ホームで被害者を物色することが報道されている。また近年では、息を吹きかけられたり卑猥な画像を送信される新たな非接触性の痴漢被害も発生している。大阪メトロ御堂筋線では、電車内痴漢行為がエスカレートし、2019年に18歳女性がホームで強制性交被害に遭っており、同線では1988年にも痴漢告発され逆恨みによる強姦事件（地下鉄御堂筋事件）が発生しており、加害者2名は痴漢を通して知り合った仲間だった。男を意味する「漢」という字が使われており、実際に女性の方が被害に遭いやすい行為である。しかし男性被害者もいるため、現在の法において、加害者や被害者について男女で区別はない。
日本では、通勤時の満員電車内で混雑しているうえ匿名性が高く、被害者の女性が声を上げづらい男尊女卑的な価値観も背景に存在する。また電車の中吊り広告や、成人向け雑誌など、身近に女性を性的欲求充足の道具扱いする環境要因もある。触っても減る物ではないとの被害を軽んじる見解があり、包括的性教育の欠如も指摘されている。しかし2024年5月に初めて痴漢行為に対し不同意性交罪扱いとして、初犯で実刑判決が下り、重大な性犯罪としての判決が出された。日本国内における痴漢の検挙件数は全国の中で、満員電車発生率の高い東京都が大多数を占める現状がある。そのため、小池百合子東京都知事は、痴漢対策として都営大江戸線に女性専用車両を導入することについて答弁を求められた。これに対し、性犯罪、性暴力は重大な人権侵害であり、痴漢等の対策を鉄道事業者や警視庁などと連携すること、痴漢をはじめとした性犯罪、そして性暴力のない社会の実現に向け取り組んでいくことを表明した。都の公式HPには痴漢撲滅プロジェクトのページが掲載されている。また、加害者やその家族からの相談を受けている。
BBCニュースによると「chikan」という単語は世界各地に広まっているとし、日本の電車へ外国人の痴漢盗撮グループが狙ってくるほどになっていると報道している。そして、中国では日本語を中国語読みして、「chihan」と呼んでいる。日本のポルノ産業で「痴漢モノ」は特に人気のジャンルのひとつで他のアジア諸国にも広まっている。BBCは、広州・ソウル・東京など東アジアを中心に活動する中国人の痴漢盗撮集団の存在を発見した。彼らによって、日本の池袋駅などで行われた痴漢行為を撮影した動画がサイトに掲載され、中国人を中心に広く販売されていることも報道された。

国によっては国ごとの旅行アドバイスを公開しているが、イギリス政府は日本へ渡航する自国民に対して、「通勤列車で女性客が不適切に触られるという報告は頻繁にある」と掲載しており、カナダ政府も「混雑した地下鉄や電車では不適切な身体的接触が発生する場合があります」と掲載している。痴漢は万国共通の悩みであり、日本国外の交通機関でも実際に利用者への警告や啓発活動が行われているにもかかわらず、「痴漢は日本特有の犯罪」であり、そのために英語化されているとの主張がある。しかし、フランス語にもfrotteur（こする人）という痴漢をあらわす言葉がある。そして、1910年のフランス共和国では導入されなかったものの痴漢対策案として「女性専用車両」が提案されたことがある。そして、中国、韓国、欧米、中南米など多くの国で痴漢が発生しており、特に公共交通機関での性的嫌がらせや性暴力などを理由に女性専用車両の検討や導入がなされたり、車両内監視カメラ設置が要望されたりしている。日本特有と誤解されがちなのには、満員電車に乗る頻度の高さが群を抜いて高いこと、他国が性犯罪者の中で殺傷系性犯罪の比率が高い中で、日本は痴漢や盗撮など非殺傷系性犯罪の比率が高いことが理由にある。国により刑罰や犯罪の定義が異なり、2018年調査では韓国刑法第11条により大衆交通手段、公演など公衆が密集する場所においてわいせつ行為をした者に1年以下懲役または 300万ウォン以下罰金刑に処すると定められている。なお、満員電車の多い日本に遠征犯罪しにくる外国人犯罪集団も判明している。日本では外国人から驚かれるような性搾取の広告やコンテンツが多く子どもへの悪影響も懸念されており、他の先進国に比べて、ジェンダーギャップが根強く残り、司法や警察、企業も男社会である日本の問題を指摘する声もある。日本では性犯罪は起訴されず、執行猶予がつき寛大な措置で知られている（詳細はRape in Japan参照）。
フランスでは首都パリや第4の都市トゥールーズの公共交通機関、イギリスでも首都ロンドン、特にロンドン地下鉄で問題になっている。女性専用車両は戦後の日本では2000年12月に最初に導入されたが、フランスやイギリス、オーストラリアなど主要な西欧先進諸国では男女双方から反対意見が多く、一切導入されていない。逆に、イラン・インド・エジプト等には導入されている路線がある。2017年のイギリスでは女性専用車両を提案した議員が現れた際には、フェミニスト等の女性を含め、「女性・男性双方への侮辱」と批判の嵐が起きた。ドイツにも導入例が無かった。しかし、ケルン大晦日集団性暴行事件の翌2016年4月に地方鉄道会社の一つが「車掌室の隣」に初導入した。
日本では、警察は電車内で痴漢に遭った場合、しゃがみこみ被害を防ぎ、声を出し注目を集めることと、110番通報を推奨している。被害時には、ものを落とす、スマホを光らせて注目を集めることも推奨されている。睨む、よけるなどの「無言の抵抗」では、67％が行為を続けるため、声を上げる手をつかむという明確な拒否では95％が犯行を断念する。なお警視庁は110番通報があった際に、必要に応じ映像受信する通報システムを備えている。初めての被害は中高生のときと若年層が狙われている性犯罪である電車内では臀部を接触から守るため、リュックを背負っての自衛をしているとの声もある。抵抗しなそうなおとなしい子を狙うため、派手な髪色をすると痴漢遭遇は激減する。2023年3月、政府の「痴漢撲滅に向けた政策パッケージ」が公表され、痴漢事犯の検挙件数等についてより詳細な調査・分析や性犯罪再犯防止指導等の実施、性犯罪被害相談電話につながる全国共通番号「＃8103」等について周知徹底すること、痴漢被害を理由とした試験や学校の遅刻や欠席への対応がはかられることとなった。概要では「痴漢は、重大な犯罪である。個人の尊厳を踏みにじる行為であり、断じて許すことはできない」との文言が掲げられている。2023年7月より同意のない体への接触は、不同意わいせつ罪として刑法犯罪となり検挙されるようになり電車内から110番通報による逮捕者も出た。電車内での痴漢は摘発全体の半数以上を占めるが、鉄道会社では車内で痴漢行為が発生した場合においても躊躇なく車内警報装置を使用することを励行している。なお、線路への逃亡では不同意わいせつと威力業務妨害で逮捕事案が発生している。また痴漢のために混雑車両を往復し、痴漢と不正乗車を繰り返す犯罪も起こっている。
1月の受験シーズンに「痴漢チャンスデー」などとSNSで受験生への性暴力をあおる投稿が相次ぐことから、男女共同参画担当相は2024年1月の会見で、痴漢被害は追試対象となること、私服で受験できることを述べ、被害者に躊躇無く声を上げるよう呼びかけた（共通テスト痴漢祭り）。共通テストの日に受験生を狙うようあおる文章をSNSに投稿し、警察の警告にも従わずに投稿を継続した容疑で愛知県警察本部は男性を軽犯罪法違反で2024年3月書類送検した。試験日にバスで痴漢にあい、動揺して浪人したとの声もある。バス内でも不同意わいせつの疑いで現行犯逮捕される事件が起こっている。
埼玉県警開発の「痴漢撃退アプリ」は文字や音声で被害を周囲に知らせる。県警は昨年の相談の4割を中高生が占めていることより、2025年新入生と在校生に向け高校で講話を行った。また、ボタン一つで被害の場所や内容を登録できるアプリ「痴漢レーダー」は、被害状況について、電車内やコンビニなど、明るく人目が多い所、犯人が逃走しやすい場所、すれ違いざまを狙うなどの犯行が多発していることが可視化されている。高校入学2日目から常習的痴漢被害に苦しんだ女性が考案した痴漢抑止バッチを配布する痴漢抑止活動センターでは、学生に向け被害実態や注意点をまとめ掲載している。ライブ会場での痴漢被害問題も起こっており、被害を避けるため男女別エリアを設ける試みもある。患者から理学療法士や看護師への身体接触被害も起こり、不同意わいせつ有罪事件もある。
電車内では京王線刺傷事件のような車内放火、すり、痴漢などの鉄道事件が起こっている。福岡市地下鉄ではこれらの犯罪防止を目的に防犯カメラを使用したリアルタイムでの車内監視を2024年4月に導入した。福岡県警OBによる駅構内や車内の巡回も行う。電車内では女子大学生などが刃物で着衣を切り裂かれ、体を触られる強制わいせつ被害も起こっている。2010年にはJR埼京線で多発する痴漢被害防止のために防犯カメラを導入したが、導入後は導入後の痴漢摘発件数が前年同時期より6割減少した。埼京線では集団痴漢も起こり、痴漢被害にあった女性からはこのような痴漢に対し「レイプと同じ」と憤る声がある。中高校時繰り返し痴漢被害を受けた女性は、周囲の無理解に苦しみPTSDを発症。痴漢被害はその後の人生に影響が出ると訴えている。2025年6月の新宿駅痴漢防止キャンペーンで吉住健一新宿区区長も学生時代の被害のトラウマを述べた。2025年春、電車内で痴漢被害女性を助け、加害者を取り押さえた男性の表彰が相次いでいる。2025年5月、阪急電鉄の「チャットボットサービス」に女性が痴漢被害を書き込み、逮捕に繋がった。大阪では2025年に電車の不同意わいせつと盗撮の性的姿態撮影処罰法違反の疑いで男性警部補（45）が書類送検となり、懲戒処分が下り男は依願退職した。
2024年3月、内閣府「若年層の痴漢被害等に関するオンライン調査」（回答数36,231人)が公表され、若者の10人に1人が痴漢被害にあっており、被害者の9割近くが女性。電車内で被害を受けたと回答した人の割合は約3分2で、多くが通学中であり初被害年齢が「15歳以下」が35.4％占めることが明らかになった。東京都、豊島区、警視庁、鉄道事業者は2025年4月に池袋駅で都内高校生と共に春の痴漢撲滅啓発キャンペーンを実施した。目撃者による声かけなどの行動が統計上効果的だったことから、「TOKYOちょこっとAction」のHPで行動例も公開している。ただし、商業施設や路上で小学生や中学生の女児も体を触られたりつきまといの被害に多数遭っている。

## 法律・条例
主に地方公共団体ごとの迷惑防止条例や、刑法第176条の不同意わいせつ罪が適用される。実務上は迷惑防止条例の「正当な理由なく、人を著しく羞恥させ、又は人に不安を覚えさせるような行為として、公共の場所又は公共の乗物において、衣服その他の身に着ける物の上から又は直接に人の身体に触れること」に対する刑事罰が適用される場合が多い。不同意わいせつ罪（旧強制わいせつ罪）の罰則は、6か月以上10年以下の拘禁刑（懲役刑）となる。
迷惑防止条例は施行当初は痴漢等の保護対象が女性のみに限定されていたが、1999年に鹿児島県が性別を限定しない迷惑防止条例を施行。2001年には男性が被害にあった場合にも取り締まりができるように東京都が「女性」にあたる部分を「人」に改正・施行。以降、各都道府県で改正迷惑防止条例が施行され、2014年4月1日に岡山県が改正迷惑防止条例を施行したのを最後に、全都道府県の迷惑防止条例が保護対象となる性別を限定しなくなった。「東京都公衆に著しく迷惑をかける暴力的不良行為等の防止に関する条例」「大阪府公衆に著しく迷惑をかける暴力的不良行為等の防止に関する条例」では、接触などの卑猥な行為は6月以下の拘禁刑又は50万円以下の罰金となる。
2017年7月から施行の刑法改正により、従来、親告罪とされていた強姦罪、強制わいせつ罪等の性犯罪は、親告罪ではなくなり、告訴がなくても裁判により犯人を処罰することが可能となった。また、改正法が施行される前に被害にあった事件についても、原則として、告訴がなくても裁判により犯人を処罰することができるようになっている。迷惑防止条例違反については元来親告罪ではなく被害者が被害届を取り下げても事件自体は終わらない。警察の捜査も続く。さらに、近年は警察や検察が被害者のプライバシー保護を理由に被疑者の弁護士にも被害者情報を開示しなくなり、弁護士を通じて示談を進める方法が事実上困難になったとライターは語っている。防犯カメラの発達により、2023年4月、埼京線内で女性が下着を下げられて下半身を触られる集団痴漢が発生し、捕まった男（38）は線路を逃亡したが半年後に逮捕された事例もある。
その他にも行為の種類や程度によって、軽犯罪法第1条第5号、わいせつ物頒布罪、公然わいせつ罪、暴行罪、鉄道事業者への威力業務妨害などにより処罰される。
2023年7月の改正刑法により、10代の少女が電車内で性器に指を挿入される痴漢行為に遭遇したケースは「不同意性交等罪」として扱われた。おとなしく抵抗しなさそうと狙われた15歳の女子高生は、京成線電車内で下着に手を入れられ性器に触られた。不同意性交等罪で無職の男に対し、2024年5月、執行猶予なしの懲役4年の実刑判決が下った。また、同改正により大阪市建設局職員の男が京阪電鉄車内で女子大生の太ももなどを触り不同意わいせつ容疑で逮捕された。小学生女児に対し札幌市内路線バス内で下半身を触った男（57）も防犯カメラ映像分析により、4ヶ月後同罪で逮捕された。

## 加害
飲酒等により正常な判断が出来ない状況において痴漢行為を犯した場合でも、今日の司法では酒に酔っていたことが免責の理由と認められることはない。
同一被害者が同一犯人に連続して狙われるような事案以外、痴漢は現行犯でなければ犯人を特定しづらく、更に、被疑者の現行犯逮捕には、周囲に居合わせた目撃者などの協力が必要となる場合もある。ただし、被疑者が高速バスなどで被害者の隣の席に座っていた場合や、遺留品を残して逃げた場合などは、通常逮捕が可能な場合もある。また、被害翌日の110番通報により、1年後逮捕された事案もある。
電車内の痴漢については、 警視庁鉄道警察隊痴漢被害相談所で相談を受けており、痴漢被害者からの相談に基づいて事前に打ち合わせをし、関係する警察署、鉄道警察隊等が、被害者の方の協力を得ながら犯人を逮捕している。また警視庁鉄道警察隊私服隊員はスリや痴漢の巡回視察で摘発を行っている。
被害申告者の供述のみで被告人が有罪となったり、無実を指摘する目撃者がいても被疑者を数日間拘留したりする事例もある。これまでに恋人男性に教唆された女性による示談金目的の冤罪、携帯電話使用を注意されたことによる逆恨みからの痴漢冤罪事件がニュースとして取り沙汰されたことがある。また、被害者の誤認などにもよって起こる痴漢冤罪が着目され、問題になることもある。集団痴漢では、仲間が周囲から目撃されるのを妨害したり、被害者に騒がれた場合に第三者を装い冤罪を主張する虚偽の発言で擁護したりする。痴漢冤罪については、被害そのものは事実で別人を犯人と誤認したものであり、捜査の問題を「女性が悪い」として女性叩きに利用されていると『痴漢とはなにか　被害と冤罪をめぐる社会学』著者の牧野雅子は語った。
性暴力加害者の依存治療にあたる斉藤章佳は、性加害者になる可能性は誰にでもあるというと決まって男性は皆性犯罪予備軍なのかとの声が上がり、「ノット・オール・メン（すべての男性がそうではない）」という反応がみられると言い、また、女性が痴漢被害について語るときに、痴漢はえん罪が多い、男も被害にあう、などの主張が起こるが、痴漢被害とえん罪被害はまったく別の話で論点ずらしであり、そのような反応は性被害を矮小化し、被害者の口を塞ぐ効果があると指摘している。また加害者の根底には女性蔑視があり、加害者は被害者を「的」「人形」「モノ」と見ており、人格を持つ人間と認識していないと述べている。ただし電車内での男性被害者も、加害男は自分より小柄相手を選んでいるようであり、加害しても良いと認識された怒りを表明している。認知の歪みが激しく、同じ20代女性に70回以上電車内痴漢をした男（40代）は抵抗しないことで気に入られたと認識し、女性が相談したことで警察に現行犯逮捕された事実にも関わらず結婚したいと思っていると法廷で語っている。なお、電車内で痴漢行為をしたとして逮捕され不起訴になった場合でも、勤務大学の聞き取りで特別契約職員の男（60代）が行為を認め懲戒処分となった事例もある。いったん不起訴になっても再度逮捕される事案もある。「痴漢というシュチュエーションに憧れた」と電車内でわいせつ行為をして逮捕された男(34)もいる。
日本では小学生アイドルを成人男性が抱きしめる「抱っこ会」が行われるなど、児童福祉法に違反する可能性があるイベントが開催されている。

### 線路逃亡
痴漢を指摘され列車の線路に降りて逃亡を図るケースもあるが、線路に立ち入って列車の運行を妨害した場合、刑法125条1項の「往来危険罪」に問われ、基本的には2年以上の懲役刑となり、鉄道会社から民事訴訟を起こされる可能性がある。実際の報道では、線路に逃亡し、威力業務妨害で逮捕される例が見られる。痴漢冤罪を訴え線路逃亡後逮捕され、公判で認めた事件では常習犯だった事案もある。2017年には都内で6件以上痴漢行為を指摘された男による線路逃亡が発生した。2016年3月20日放送の「行列のできる法律相談所」（日本テレビ系）では、弁護士が「逮捕される前に全力で走って逃げるしかありません」と述べた。その後デメリットが大きいと他の弁護士により否定的見解が出されている。
- 2018年6月11日午後、京王井の頭線の下北沢－明大前駅間を走る電車内で、慶応大学の20歳の1年生が、19歳の2年生の女子大生の下半身を触り、線停車後に明大前駅で線路から逃走し、約8分間同駅の電車を止めさせた。都迷惑防止条例違反と威力業務妨害の疑いで逮捕された[141]。

- 2024年7月、電車内でわいせつ行為をした後に被害者に捕まりホームに下ろされた際に山手線の大崎駅のホームから線路に飛び降りて逃走したため、警視庁大崎署は不同意わいせつと威力業務妨害の疑いで、会社員の男（54）を逮捕した[83]。

- 2024年8月にはタクシー運転手の男（61）JR埼京線内で女性の体を触り新宿駅で線路に逃亡したことで不同意わいせつと威力業務妨害の疑いで逮捕された。男は25歳頃から犯行を重ね女性に征服感やスリルを味わっており、痴漢と線路上の逃走を繰り返してたと見られると報道されている[142][143]。常習的に駅のホームで物色し電車内で当たり行為をして反応を確認し犯行に及んでおり、以前にも線路逃走して懲役となり出所したばかりだった[144]。

### 逃亡時の死亡
逃亡中の死亡事例も発生している。
- 2001年10月、JRお茶の水駅で痴漢容疑で問い詰められた男性は線路を逃亡し、神田川に落ちて死亡した[145]。
- 2017年5月11日深夜、JR京浜東北線の車内で、超一流ホテルの40代の支配人男性が、寝ていた女性から手を触られれたと被害を訴えられ口論となった。上野駅で降りホームを離れようとしたところ、別の利用客に取り押さえられ、駅員に渡され、駅員室に連行される。その後、駅事務所から逃走し、近くの繁華街のビルの屋上に逃げ込んだ後、ビルの隙間に転落し死亡した[146]。
- 2017年5月15日午後8時15分頃、田園都市線青葉台駅で、痴漢を疑われた男性が、駅員2人と話していたところ、線路に飛び降り電車にはねられ死亡[147]。
- 2022年5月25日午前、横浜市金沢区の京急線金沢文庫駅で、痴漢行為を疑われ警察官が到着するまで事務室で待機していた61歳の男性が、駅員が目を離した際、駅舎2階の事務室の窓から約8.5メートル下のホームに落ち、死亡した。神奈川県警金沢署は、逃げようとした可能性もあると言及した[148]。

高校生が金髪にしたら痴漢に遭遇しなくなりおとなしい女性を選んでいるとの見解もある。高校を卒業した後には痴漢に遭遇しなくなり、生足にスカートだから手を入れやすいし子供だから騒がないのではないか、おとなしいかの基準で選んでいる。痴漢は個を奪われて性の対象にされて侵害される行為だとジャーナリストは語っている。

## 被害事例

### 女性の被害事例
2022年9月、女性弁護士がJR埼京線内でスカートをまくり上げられ下着に手を入れられるなどの痴漢被害に遭い、加害者の男性会社員と下車したが転倒させられけがを負った事件で東京地裁で加害者に有罪判決が言い渡された。被害者はPTSDを発症し仕事に支障を来し、死にたいと思うほど悩み精神の均衡を失い、被害時には意志を持つ人間として扱われていないと感じたと語った。民事上では示談金は520万円となり、加害男性は家族に常時移動状況をスマートホンアプリで監視されるようになった。2025年5月、西村ゆかは、夫の西村博之が2022年3月の配信で彼女の話しとして、痴漢に遭ったときに捕まえ通報してお小遣いを稼いだと語ったことに対し、学生時代多数痴漢被害を経験したが示談金を貰ったことは無く適当な発言に怒りを表明しデマだと断言した。
学生で毎日痴漢被害に遭うことで耐えられなくなり、電車に乗れず不登校になった事例もある。中学生時代から電車内でスカートや下着に手を入れられるなど同じ男（40代）に痴漢をされた女性が、27歳で初めてつきまといや痴漢の告発をして相手が有罪となった事件もある。女性は学生時代は家族に相談しても信じてもらえず女子校だった学校にも生徒達の被害が日常茶飯事のため相談をためらった経歴があり、スカートがはけなくなり、男性嫌悪のため恋人もつくったことがなく人生に影響があったことを裁判で訴えた。私立の学校に通学中電車内で小学校1年生から痴漢にあった、数え切れない程被害を受けトラウマとなったなどの被害のアンケート回答もある。
2017年10月、フランス在住の女性が日本での中学生時代に遭った痴漢をテーマに現地で小説本『TCHIKAN』を出版した。通学時の性被害によって精神的苦痛を受け自傷行為や自殺祈念があったと語っている。
大学の試験日にJR埼京線に乗り服をめくられて精液をかけられた女子大生は、試験日であることで通報をためらったが大学に相談し、試験の配慮を受けたとインタビューに答えている。DNA鑑定の結果、同じ犯行を行った会社員の男が2年後に判明している。被害者には男性に背後に立たれることに恐怖を感じる後遺症が残った。区役所職員や学校教頭の男が電車内で体液を女子生徒にかけて、暴行罪や器物損壊容疑で逮捕された事件も発生しており、教頭の男は精液をかけたことを認め短パンをはいていたのでかかったかもしれないと供述した。2025年1月、東京メトロ日比谷線内で乗客の10代の女子高校生の服に体液をかけ器物損壊の疑いで第一勧業信用組合の職員の男（26）が逮捕された。同月には中国籍の建設作業員（36）がプリクラ中の20代女性2人に射精で体液を飛ばし強制わいせつ容疑で逮捕された。
2023年8月、韓国の人気女性DJであるDJ SODAは、日本の音楽フェスティバル「MUSIC CIRCUS'23」で痴漢被害に遭ったことをXで告白し、「日本は痴漢大国」と報道された。男と女から胸を触られもう1人の男から腕を捕まれる被害にあい、主催者は不同意わいせつと暴行の容疑で大阪府警に刑事告発した。これに対し、服装を問題視する投稿があり、国連は被害投稿同日、「性的暴力のサバイバーが襲われた時、何を着ていたかは関係ありません」とコメントした。2025年1月、「ヤバイTシャツ屋さん」バンドライブ会場で痴漢行為がありステージにスマホ画面でSOS表示があり被害が確認された。当日警察も出動し、メンバーは犯罪しないことができないなら二度と来るな、どこへもいくなとのコメントを出した。
商業施設内のゲームセンターのクレーンゲームをする小学生女児に対し、触るわいせつ行為をしたとして少女の父親に取り押さえられた兵庫県高砂市の男性職員（28）が2024年4月に不同意わいせつ容疑で逮捕された。防犯カメラに犯行の様子が映っていたという。
私人逮捕で有名になったyoutuberは埼京線の痴漢の数は異常と話し、ラッシュ時の埼京線で囲み痴漢が行われ、下着を脱がせて中に手を入れてくる状態となり被害女性は震えて泣いていたと証言している。埼京線では乗車前から駅のホームでターゲットを狙い後を付ける様子があるといい、私人逮捕系YouTuberの活動が流行った頃はかなり数を減らしたり、一時期警察官パトロールがあったものの、JR埼京線では数十年にわたって痴漢被害が相次いでいる。
大阪や兵庫の学校で、40人余りの女子生徒などを携帯電話やペン型のカメラで盗撮した医師の男（35）は児童ポルノ禁止法違反で保護観察の付いた執行猶予の判決を受けたが、男は駅での盗撮や痴漢行為にも及んでいた。
2024年8月、東京メトロ東西線の満員電車内で女子高校生の下半身をスカートの上から触り、制服に体液をかけたとして不同意わいせつなどの疑いで会社員の男（34）が逮捕された。駅で女性を物色し女子高生をつけて同じ車両に乗り込んだことが防犯カメラで確認されている。
2024年9月、JR中央線車内で学校帰りで座って寝ていた都内在住の女子高校生に対し、下着を脱がせて触るなどのわいせつ行為をしたうえ荷物を引っ張り下車させて不同意性交をした容疑でパキスタン人の専門学校生の男（31）が逮捕された。
遠野なぎこは小学校5.6年生の子役時代の電車通勤で南武線で下着の中に手をいれられる被害にあい、怖すぎて下を向き我慢をした体験を明らかにした。母親にはまた自分がいやらしいからと批判されるのを恐れたのか話せなかったと思うと言及した。
2024年12月11日JR高崎線の浦和から赤羽駅間で、朝の8時台に20代女性の体を触るなどのわいせつ行為をしたとして外務省職員の男（62）が、車内で警戒していた鉄道警察隊員により赤羽駅で下車された上現行犯逮捕された。
同月、神戸市内では警察官の男（25）が女子中学生（14）が本屋で本を読んでいる際に痴漢に遭い、母からの110番通報があり後日逮捕された。本人も犯行を認めている。
西鉄天神大牟田線では、ラッシュ時にスマホを持つ手を女性の胸に押しつけ県の迷惑防止条例違反で現行犯逮捕された男（30）もいる。常習性が疑われている。

### 男性の被害事例
ボクサーの寺地拳四朗は2022年5月に中年男性から痴漢被害を受けた。寺地は世界ボクシング評議会のライトフライ級王者であるが、それでも恐怖と羞恥心で声を上げたり抵抗することが困難だったという。その経験を踏まえ、ツイッターで被害者になぜ抵抗しなかったのか、声をあげなかったのかなどと聞いたり、ちゃかすことは被害者を追い詰めるので止めるようにと言い、女性の被害者は自分が思うより怖い思いをしていると思うと発言した。
2023年5月、団体職員（56）、アルバイト（44）の男性2人は2月の夜、JR埼京線を走行中の車内で共謀して新宿駅から数分間にわたって男子高校生（16）を挟み込み胸を触り、下着に手を入れるなどして防犯カメラ画像の分析により逮捕された。被害者はショックで沿線利用が出来なくなったと報道されている。加害者は常習的に痴漢を行っていた
2023年三重県職員の男（25）は近鉄の急行列車の車内で、男子高校生の後ろから尻や太ももを触る痴漢行為を行い、県の迷惑防止条例違反の疑いでその場にいた警察官に任意同行を求められた。容疑を認め罰金の略式命令を受けた。犯人は男性への性加害は大きな事案にならないと軽く考えて同じ生徒に数ヶ月痴漢を働き、生徒から相談を受けた警察が警戒していた。男は停職5か月の懲戒処分となった。
在日シンガポール大使館の元参事官(55)は在任中、都内銭湯脱衣所で男子中学生などの裸をスマホで盗撮盗撮をしたとして、建造物侵入や児童ポルノ禁止法違反などで2024年6月、書類送検された。外交特権を理由に任意同行に応じず帰国したが、外務省を通じて大使館側に出頭を要請に応じ来日した。
電車内における複数の痴漢男性被害者への聞き取りでは、被害時に突然のことで声も出ないとの意見もあった。
小学校4年の10歳の時、一人で乗っていた電車内で男性器を触られるなどの痴漢にあった男性警察官は、50代の現在防犯講話で、痴漢被害は性別に関係なく遭うことや声を上げることが困難なことを自身の経験で呼びかけた。NHKの取材の答えた10代のときに成人男性より痴漢の被害にあった男性は、家族からも男性の性被害について被害を信じてもらえない、恐怖したことや撃退できないことを責められると思い打ち明けられなかったと語る。
2025年6月の新宿駅痴漢防止キャンペーンで吉住健一新宿区区長も高校生時代に電車内で痴漢被害に遭い、痴漢は「本当に最低の犯罪」であると被害のトラウマについて述べ、2023年時点でも自身のXで羞恥と不安だった当時の心情を吐露している。
BTSのJINは2024年6月に「ハグ会」イベントで日本人女性にキスされ、加害者の女は韓国警察に出頭した。GACKTは学生時代に電車内で女から加害行為を受け電車に乗れなくなったと告白している。
2025年7月、北海道函館市の温泉施設では40代男性の下半身を触ったとして、男（56)が施設職員の通報で逮捕された。なお、サウナで飲み物に睡眠薬を盛られ、男性からの集団レイプによりHIV感染した例もある。
内閣府男女共同参画局では、男性のためのフリーダイヤル「性暴力被害ホットライン」を2024年9月から12月まで期間限定で設置し、相談を受け付けた。性被害全般の相談先は内閣府HPに掲載している。

## 見解
ジェンダー・開発政策専門家の大崎麻子は、世界的には女子教育の障壁といわれている電車内の痴漢が日本では日常のこととして矮小化されていることを問題として指摘している。
痴漢被害者の8割が泣き寝入りする現状において、日本で女児を出産すると、性被害にあうとの懸念から子どもを産むこと自体が躊躇われるとの声がある。
また、加害が疑われた場合の支援は手厚く、2015年9月、ジャパン少額短期保険が事件発生後48時間以内の弁護士費用を補償するサービス『痴漢冤罪ヘルプコール付き弁護士費用保険』を開始し、2017年に痴漢の被疑者が線路内を逃走するトラブルが相次いで報道されたことを受け、加入者が急増した。

## 被害者支援
警察庁は犯罪被害に関するアンケートでは、性的被害者は性的被害51・3%がどこにも相談せず、「加害者からの賠償」は、性的な被害では0.8％にしか過ぎない。
日弁連の委託援助金制度では、示談相談にあたり、示談金額が300万円未満の場合に着手金が実質負担がなくなる。再犯・示談を繰り返す加害者が示談慣れする一方、被害者は示談金相場や交渉方法がわからないため、加害者との情報格差の法的サポートが必要と被害救済の弁護士の指摘がある。支援弁護士は、相手の弁護士との接触前に支援する弁護士と相談することが大切とし、示談金額が300万円未満の場合に着手金が実質負担なしになる日弁連の委託援助制度の活用を勧めている。また示談金相場を上げ、再犯抑止をはかる必要性に言及している。

## マスメディア
京都大学非常勤講師の牧野雅子は、多くの女性が痴漢被害に遭う一方で、メディアが冤罪被害ばかりを取り上げる状況に苦言を呈している。牧野は、日本の男性メディアは1990年代までは痴漢という性暴力を娯楽として特集を組み楽しんでいたが、冤罪被害者という男性に配慮・強調し、これまでの加害をなかったことにしていると指摘している。また、被害に遭った女性の態度や服装が犯罪を誘発しているかのように言われるなど、現在でも痴漢をはじめとした性暴力が軽視されたり自己責任論になることを問題視している。
大阪メトロ御堂筋線の女子高生強制性交被害事件報道において、朝日新聞は痴漢という犯罪に日本社会は真剣に向き合ってきたのかと疑問を呈した記事を掲載した。
2022年度東京都の痴漢被害調査では女性45.4％、男性8.6％が被害を経験しており、場所は電車内が8割を占め、被害者は女子高校生が最多。7割が被害届をしていない状況にある。任意団体の「Stop痴漢バッジプロジェクト」では、都内高校入学から痴漢被害に苦しんだ女子高生が再犯者を捕まえたが執行猶予がついた経験を元に、缶バッジで泣き寝入りしないことを主張する活動をしている。しかし自意識過剰なブスなどの誹謗中傷が寄せられた。これらの発言者は痴漢＝冤罪との視点を持っているが、2007年の映画『それでもボクはやってない』の影響が強いと分析されている。なおこの映画内では主人公による痴漢行為は冤罪か事実かどうかは描かれていない。同映画の制作会社アルタミラピクチャーズは、多くの女性が痴漢犯罪に傷つき苦しむ痴漢行為は憎むべき犯罪であり、また冤罪被害者も痴漢犯罪が生み出した被害であり、痴漢行為こそが撲滅されるべきと声明を出している。
週刊プレイボーイ1975年4月29日号「春本番”チカンですよ～”首都圏＜通勤電車＞各線別チカンカラー！」特集や男の本音誌「月刊ドリブ」1972年7月1日号では「ここまでならつかまらないスレスレ痴漢特集法」が組まれていた。

### 創作作品での痴漢
- おニャン子クラブの1986年シングル「おっとCHIKAN!」（おっとチカン!）では、女子高生が満員電車の中で痴漢冤罪を捏造し、自分のストレスを解消しようという歌詞となっている。

- 2024年4月放送のドラマ「JKと六法全書」では、初回の「Case.１ ＪＫと痴漢ゲーム」において女子高生弁護士が痴漢冤罪者を弁護するストーリーを放映した[209]。

- 2024年10月、NHKの朝の連続ドラマ「おむすび」において、ギャルが痴漢冤罪をふっかけて金をゆする行為について描かれた。これについて多くの女性が痴漢被害に遭っている事に対し、メディアでは痴漢被害が取り上げられる事に対し不満の声が上がったと報じられた[210]。

- アダルト作品では漫画、ゲーム、実写とジャンルを超えてシチュエーションとして使用されており、「密室でやることが限られる」「声が出せない」などの閉塞性から展開を行う[211]。映画界では滝田洋二郎などを輩出した「痴漢電車シリーズ」がピンク映画界のプログラムピクチャーであったこともある[212]。

- 小説　「性的人間」（大江健三郎）[213]

## ネット掲示板
2017年11月、埼京線で20代女性の下着内に手を入れるなど集団で取り囲み痴漢行為に及んだとして4人の男が共謀の強制わいせつで逮捕された。互いに面識がない間柄で、痴漢体験を告白するネットの掲示板を通じて集まり痴漢に及んだ。「痴漢掲示板」が犯罪の温床と化していると報道された。
「爆サイ」の痴漢情報交換サイトには、痴漢をするためのスレッドが複数成立している。

## 統計

### 概説
加害者は男性、被害者は女性である場合が多い。例えば2013年に埼玉県警察が検挙した痴漢事件では、被害者は10代・20代の女性が8割を占め、特に電車通学を始めたばかりの高校1年生が標的にされており、一方被疑者は30代・40代の男性会社員が多かった。平成27年（2015年）の「犯罪白書」によると、痴漢を行う男性で最も多いのは4大卒のサラリーマンでこのうち既婚男性は34.7%と分析されている。平成23年の警視庁の「電車内の痴漢防止に係る研究会の報告書について」でも被害者が高校生が36.1%と最多数を占めているが、被害者の多くが被害に遭っても声を上げることができず、「相談する場所が分からない」「啓蒙活動が足りない」などの声が寄せられた。
小中高生を標的にする小児性愛者は制服がトリガーとなり、目にしただけで抑止力を失い犯罪が成立しそうな機会をうかがっている。また男尊女卑の価値観を内在化し、ストレス発散手段として痴漢を選び、自分はそれを許されると思い込み、捕まらないよう熟練・習慣化して学習化された行動だと依存治療者に指摘されている。このクリニックで2000人以上治療を受けたうち99%が男性、6割が4大卒のサラリーマンとなっている。電車内痴漢新聞報道の分析では、被害者は中学生や高校生が多く（中学・高校生が47.40%）、加害者は40代の警察官などの公務員や国家公務員（警察等が21.18%，地方公務員が12.32%，国家公務員が11.82%）が多かった。加害者家族は、過保護・過干渉の母子密着で父親不在モデルが多く、加害者プログラム参加者は通常の場より、母親の話題を出す者が多いとの指摘がある。
痴漢は再犯率が高く、例えば2015年の法務総合研究所の調査によると、前科のある者が91.1%、性犯罪の前科のある者が85.0%であった。加害者が反復する性的逸脱行動の結果、性依存症に陥っているとされる。

### 調査報告
警察白書によると、痴漢の検挙件数や電車内での強制わいせつの認知件数は現在までに減少傾向にある。
痴漢も他の性犯罪と同様に暗数が多い。例えば痴漢抑止活動センターの調査によると痴漢被害者が通報した割合は3%だった。また、警察庁が実施したデータによると、過去1年間に痴漢被害にあった人の89.1%が警察に通報・相談をしていない。
2015年に東京都で発生した痴漢の件数は約1900件であり、そのうち電車内は54%で駅は18.2%であるので、鉄道関連での痴漢は約1370件ほど発生している。2013年から2015年までの3年間に警視庁が東京都の迷惑防止条例で検挙した痴漢行為の内、約82%にあたる3079件が列車内と駅構内で発生していることが情報開示請求によって明らかになった。2013年と2014年のデータから痴漢方法は、「さわり・撫で」の1719件が最多で、次点が「陰部押しつけ」の179件である。事業者の区別では、3年間の合計でJRが1566件、私鉄が1301件、都営が395件だった。3年間の痴漢の発生場所は黒塗りにされていたが、東京都と警視庁が鉄道事業者に女性専用車両の導入拡大を要請していた2005年2月の時点では、JR埼京線、中央線が突出しており、総武線、京王線、山手線が続いた。
法務総合研究所が2019年に発表した調査では、全国の男女3,500人のうち、過去5年間に性的な被害に遭ったことがあると回答した者は女性回答者の1.7%、男性回答者の0.3%であり、被害の内容として痴漢された人は全体の0.3%であった。
WeToo Japanが2019年に発表した調査では、関東圏で暮らす男女約1万2千人のうち、電車やバス・道路などで「自分の体を触られた」のは女性で47.9%、男性で8.6%、「体を押し付けられた」のは女性で41.9%、男性で11.9%であった。この調査によると、過去1年間で痴漢被害に遭った割合が最も高かったのは10代女性で、22.9%であったという。ただし、30代、40代であっても1割弱が被害を受けており、兵庫教育大大学院の永田講師は「決して低くない」と指摘している。
2022年3月、私立岩倉高校が行った痴漢被害の調査では、女子生徒の4人に1人が被害に遭い「誰にも相談しなかった」という生徒が40%に上った。
東京都は2023年12月に「痴漢撲滅プロジェクト」痴漢被害実態把握調査（N=2219)の結果を公表した。女性の4割超、男性の約1割が、これまでに痴漢被害にあったことがある、被害者の4割は被害にあった際に「我慢した・何もできなかった」、目撃者が行動する場合、痴漢被害の9割超が止まることなどを報告した。また最初にあった被害時期は高校生が最多となっている。2024年の東京都ウェブ調査（N=6315人）では、女性の56.3%、男性の15.2%が電車内や駅構内で痴漢の被害に遭い、第三者の声かけが痴漢の被害を止めるのに効果的との結果であった。

### 女性の被害
2016年の埼玉県の簡易調査では、60歳未満女性の回答者の67.1パーセントが被害経験があると答えた。

青少年の性行動全国調査報告では、女子中学生、女子高生、女子大生の痴漢被害の経験率について報告されている。それによると、女子の痴漢被害の経験率の推移は以下の表のようになっており、いずれの段階の女子でも痴漢の経験率は低下している。
|        | 中学生 | 高校生 | 大学生 |
| ------ | ------ | ------ | ------ |
| 1999年 | 14.3   | 30.4   | 56.2   |
| 2005年 | 9.1    | 16.3   | 42.0   |
| 2011年 | 6.3    | 24.1   | 38.3   |
| 2017年 | -      | 10.6   | 24.0   |

### 男性の被害
NHKによる男性の性被害292人調査結果では、20代の被害が過半数を占め、約7割が誰にも相談していない。大多数が「衣服の上から体を触られた」（195人）「直接 体を触られた」（142人）との身体的接触だった。加害者は男性が7割、女性が16.4％、複数人が1割だった。加害者は6割弱が知人で上司・先輩、教員も目立ったと言う。また、同社の2022年385人の被害者の声では、着衣上からの体を触られる被害が最多の55.6％である。顔見知りの犯行が66％で、加害者の性別は、男性が62.3％、女性が22.3％だった。被害を誰にも話してない割合が、女性が31.4％に対し、男性は42.3％だった。打ち明けられたケースでも10年以上かかったのが最多で22.4％だった。被害者のプライバシーや支援・保護を求める声も多く、保護者への性教育の必要性を望む声もあった。このほか、NHKの2022年の3万8千件を超える回答による性暴力の実態調査では、男性の性被害年齢は平均15.1歳であり、10歳未満は20.3％を占め10代が最多の54.3％であった。

## 発生しやすい場所
痴漢は、二人きりに近い状況や逆に混雑状態といった周囲の第三者の目で犯人が特定しづらい環境ならばどこでも行なわれる可能性がある。例えば、混雑時の電車内、人気のない時の職場・公園・道路などにおいてである。
ただし、日本における痴漢被害場所の大半として電車内が占める。2023年8月に東京都が実施したアンケートによると、被害があると答えた人の中で、被害場所として8割以上が「電車内」と答えた。
内閣府男女共同参画局による2022年6月の全国の若者（16～24歳）を対象とした性暴力被害に関する初の実態調査では、「最も深刻な被害に遭った場所」として「学校」が最多で次で「公共交通機関」だった。

### 電車内
痴漢の大多数は、電車内で発生している。2010年に警視庁が検挙した痴漢の65.9%は電車内で発生している。特に座席横の角の部分が最も多かった。また、50から60%は通勤・通学路線で通学・通学時間帯に犯行に及んでいた。

### 駅構内
2010年に警視庁管内で検挙された痴漢（件数は前述）の11.9%は駅構内で発生しており、電車内に次いで多く、2位であった。

### 夜行バス車内
ゴールデンウィーク、夏休みなどの長期休暇中に夜行バス車内でも頻発している。夜行バスは車内が暗く、多くの乗客が寝ている上、席の移動もできないため、痴漢が発生しやすい上、発生すると犯行が長時間に及ぶケースが多い。このため、多くのバス会社は普段は男女が隣同士にならないよう配慮しているが、長期休暇中は満席となるため配慮が難しくなるため痴漢が頻発する。

## 犯行の手口

スマートフォンを利用した盗撮行為

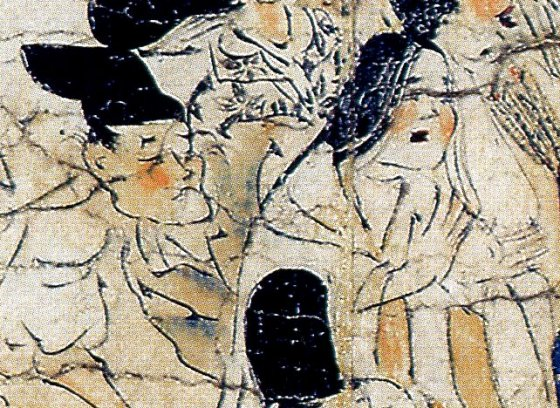
平安時代の絵巻物『伴大納言絵詞』の一場面。火事騒ぎの中、女性の背後で男性が不審な姿勢をしている

衣服越しに胸や尻、性器等に触れたり、スカートやズボンの中に手を入れて下着、性器等に触れたり、相手に自分の性器を触れさせたりすることが基本的な手口である。
一方で、衣服や肉体への物理的接触を伴わず、公衆の前で性器を露出したり、スマートフォンの画像共有アプリを利用するなどして猥褻な画像を無理に見せたりする行為も、痴漢事件として報道されることがある。2019年8月20日には福岡県警が県迷惑防止条例違反（卑わいな行為の禁止）の疑いで､男性会社員を書類送検した他、兵庫県や千葉県などで逮捕者を出している｡
第三者の男性が女性に成り済まして電子掲示板に「痴漢してくれる人はいませんか」などと書き込み、女性が掲示板を閲覧した男性から被害を受ける事件も起きている。書き込んだ男性は迷惑防止条例違反容疑で逮捕されている。

### 集団痴漢
個人で痴漢行為を行なう者のほかに、組織的に痴漢行為に及ぶ集団の存在が確認されており、集団痴漢と呼ばれている。実行犯が痴漢行為を行なっている間、その仲間が周囲から見えないよう壁になったり、被害者に騒がれた場合に第三者を装って冤罪を主張する虚偽の発言で擁護したりする。
集団痴漢の事例では、集まった男たちは互いに面識がないことも多い。痴漢情報を交換するインターネット上の匿名掲示板で「痴漢仲間募集」や「一緒に痴漢しませんか？」などと書き込みがなされることもあり、そういった情報をもとに集まっているとされる。

### 入学試験への便乗
毎年1月の大学入学共通テストの時期になると、「明日はJK（女子高校生）を痴漢しまくっても通報されない日です」などと受験生を標的とする痴漢予告が多発しており、実際の被害も確認されている。これは、試験に遅刻できないため通報されないと見込んでのものであり、2020年には悪辣な書き込みが1,000件以上確認されている。なお、大学入試センターは「もしも被害に遭って遅刻してしまっても、救済措置があるので、受験票に書かれた問い合わせ番号にまず電話して欲しい」としている。
2024年3月、1月に行われる大学入学共通テストの直前に交流サイト上で受験生への痴漢をあおり、警察業務を妨害したとして、愛知県警は軽犯罪法違反の疑いで、男性を書類送検した。男は注目を集めたかった、こんなことで警察が来ると思わなかったとの趣旨を述べていると報道された。
2025年1月、国家公安委員長は会場に向かう受験生を狙った痴漢対策のため、大学入学共通テストの1月18日及び19日の実施日に、全国の警察官3300人を動員し列車内や駅構内を中心に警戒、取り締まりを行うことを公表し、決して泣き寝入りしないよう呼びかけた。山梨県甲斐市のJR竜王駅などでも、警察や防犯ボランティア団体による痴漢や盗撮防止呼びかけ活動が行われた。学校から痴漢に遭わないよう制服を着用して試験にいかないよう指示された学校もあると報道された。

## 当事者の心理

### 加害者の心理
加害者については性欲の発散ではなく、むしろ痴漢することで達成感や優越感を味わい、支配欲を満たし、ゲーム感覚やレジャー感覚、男性性の確認と刺激を求める「弱い者いじめ」が動機であり被害に遭っても訴え出なさそうなターゲットを狙っているとの精神保健福祉士・社会福祉士による分析がある。
ある精神保健福祉士・社会福祉士が200名を超える加害者に聞き取り調査を行ったところ、過半数が「痴漢の行為中に勃起していない」と回答した。ある依存症専門医は痴漢行為について「『痴漢をする人は性欲が強い』と考えている人は多いのですが、それは違います。なぜなら、もし性欲の強い人が女子高生のお尻を触ろうものなら、そこで止めるなんてことはできないわけですから。つまり、痴漢とは性欲を満たすための行為ではなく、スリルを満たすための行為なのです」と述べている、男尊女卑的価値観に基づく支配欲を満たすために行う者もいる。
30年以上痴漢をしていた男性は性的欲求というよりは、女性とのコミュニケーションのつもりだったと語り、触って嫌がらなければ許されていると考え、恐怖でフリーズしているのだと治療を受けて思い至った。地味な女性だと注目されないため、好んで標的にしていた。30年の加害期間のため被害者は推定3万人以上だが、始末書や土下座をすれば警察が何度も放免してくれたと語った。電車を痴漢するために往復で乗車し何度も逮捕されているが自身でコントロールできると認識し、最終的には電車に乗らない状況にしないとやめられない状況に陥っていたこと、常習的に痴漢をしていたため腕を捕まれたときに自分が何をしていたのか分からず無意識だったことをインタビューで述べた。
加害男性(43)は達成感と支配欲のために犯罪を繰り返し、痴漢をする相手のことを心をもった1人の人間だと認識できず、被害者の傷付きに全く思い至らない。女性に対し軽く考え、女性軽視、見下しているというのは常にあったと語った。また被害者の治療クリニックでは相手が自分に気がある、短いスカートをはいているのは性加害されてもいいとの認知のゆがみを理解させている。中学生の時初めて見たAVでセーラー服の女子高校生が服に射精され最後は喜んでいるとのストーリーに興奮し、同様の行為を高校生からは始め20歳で逮捕、収監が複数回になるというケースもあり、AVが暴力的性行為の手本となるツールとの指摘がある。また有害な「男らしさ」に縛られ感情を抑圧している場合には、他者の痛みに鈍感なところが加害者に通ずると治療現場で言われている。
また、2022年1月15、16日には大学入学共通テストの朝に受験生をターゲットとした「共通テスト痴漢祭り」を行うとする予告投稿が相次いでいると報道された。

### 被害者の心理
「痴漢をされたら周りに助けを求めればいい」という見解もあるが、公共の場で胸や尻が露出している姿を他人の目に晒すのは屈辱的なことであり、それによって目立つことを恐れて声を上げられないケースも多い。性犯罪被害者は自分に落ち度があったのではないか、自分は生まれなければ良かったとまで思い悩むことがある。

## 対策

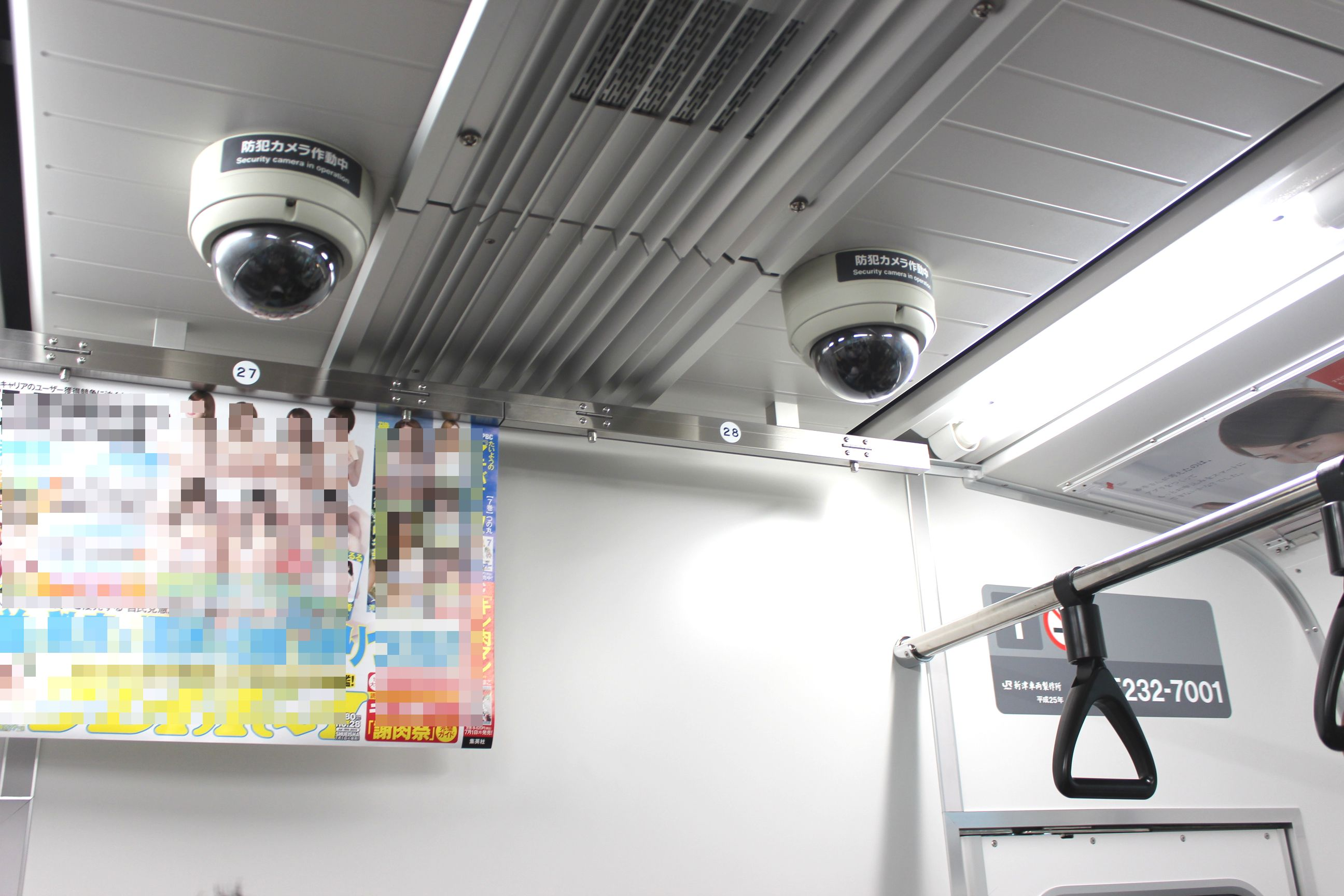
JR埼京線などに使用されるE233系7000番台1号車の防犯カメラ

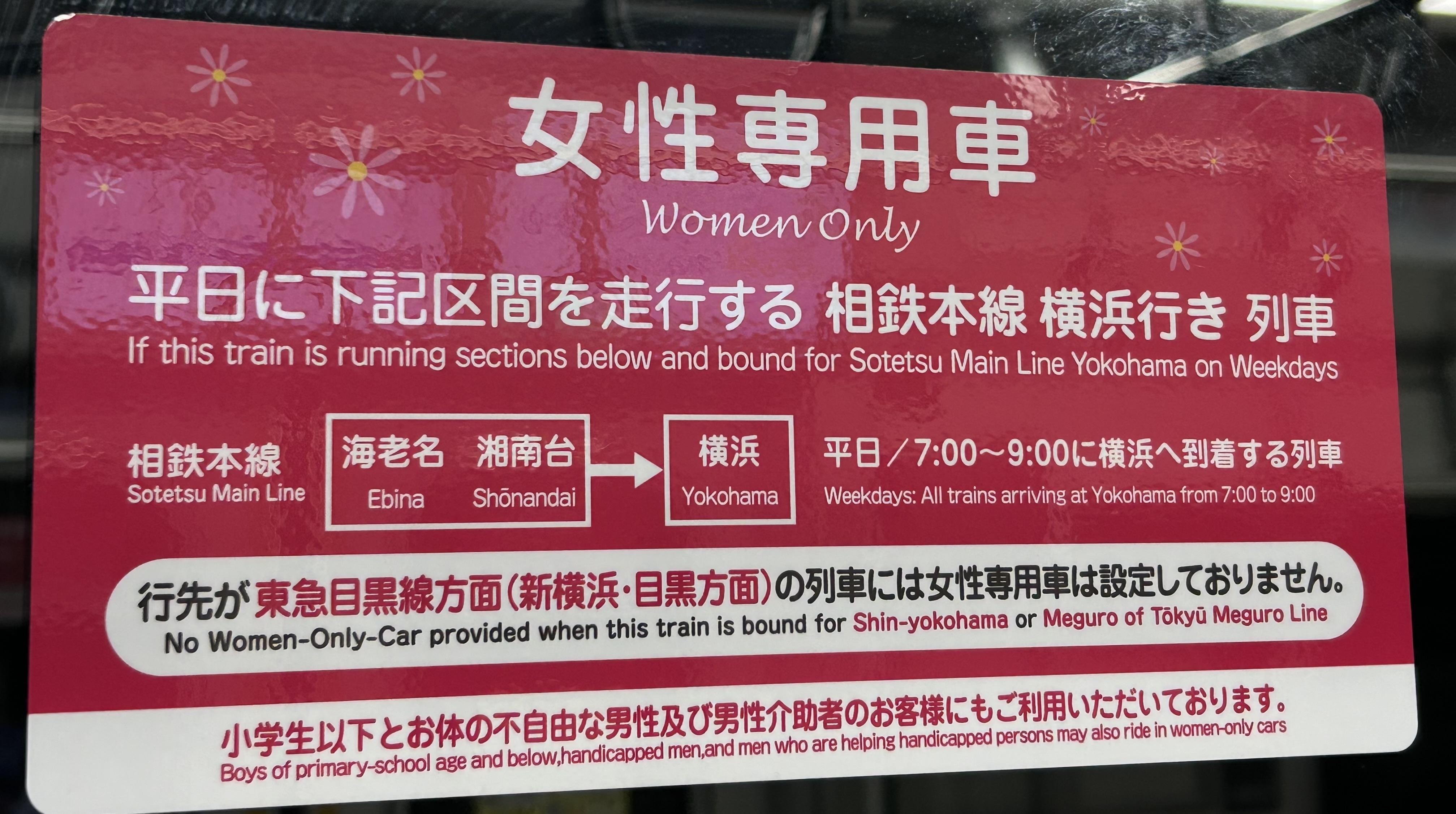
女性専用車を示す車内ステッカー（相鉄21000系電車）

### 予防
まず痴漢を寄せ付けないことが大切である。簡単にできる対策としては、露出度の高い服装を避ける、ターゲットにされないよう通勤・通学などの行動パターンを変えてみる、いざという時に駆け込める場所（交番・コンビニなど）を把握する、女性専用車両を利用する、防犯ブザーを鞄につけるなどして所持する、いざという時は携帯電話やスマートフォンを鳴らして周囲の注目を引く、毅然とした隙のない女性を演出する、などがある。
痴漢は目立つことを嫌うため、大人しく、抵抗されにくいイメージのある比較的普通の服装を纏う地味な人物を狙うともされている。中学生から電車内で痴漢に遭遇していた女性は、ガムをかみながら通学したら被害が激減したと語る。当時周囲に相談もできず、大人になっても思い出すことが困難な辛い経験であったとしている。
制服を着ていると、私服の場合よりも痴漢に遭いやすい。「制服通学」をしている生徒が私服の時より痴漢の被害を多く受けることが有志団体のアンケート調査で判明しており、国際NGOの調査でも英国内の女子生徒のうち、3人に1人は学校の制服を着ている時に性的な嫌がらせを受けた経験を持つことが明らかになっている。卒業し制服を着なくなると痴漢に遭わなくなったとの女性の声も多い。痴漢の性的倒錯の治療に当たっている斉藤章佳は、痴漢加害者について、発覚リスクが低い相手をターゲットにする傾向があり、その指標になるのが女子中高生の「制服」であり、それは従順であることの象徴と認識されていることを語っている。
普段制服を着用しない女子高校生が、「制服ディズニー」のために制服をレンタルし電車で舞浜駅に向かったところ車内で痴漢に遭い、普段の私服通学では被害を聞いたことがないと語った。大学生になって被害に遭わなくなった女性も、痴漢に遭いやすいのは制服姿で1人でいるときと述べた。可愛い制服が狙われるという。

### 被害者や周囲の対応
被害に遭った場合、黙っていると犯行がエスカレートする（中には被害者が同意したと思い込む者もいる）おそれがある。「嫌だ」という意思表示をする必要があるが、痴漢かどうかの確信を持てない時は、車両や乗車場所を変える。被害に遭っていると確信した場合は、犯人を現行犯逮捕する、防犯ブザーを使用するなどの方法がある。
犯人を現行犯逮捕する時は
- 触っている手を確実に掴み、袖口、腕時計、指輪など特徴を確認する[273]。この時、掴んだ手を手前に引き[242]、できればしゃがみ込むと良い[274][信頼性要検証]。
- 周囲の乗客にスマートフォンなどで犯人を撮影してもらう[274][信頼性要検証]。
- 4 - 5人以上の乗客に協力してもらい、犯人を電車内から連れ出してもらう[274][信頼性要検証]。

電車内では
- ドア付近（犯人にとって犯行後逃げやすい）や、階段や改札の近くに止まる車両（混雑しやすい）を避ける[242]。
- 鞄を胸の辺りまで抱える[275]。

### 交通機関や行政など、社会の対応
電車の女性専用車両によって、防犯カメラと女性以外が入らないスペースを設ける。また、現在、世界的に小児性被害の男女比が1：2という通説であり、女性専用車両はJR線では小学生以下の男子も利用可能となっている。
女性専用車両は、東京ではJRとメトロ・西武鉄道共にラッシュ時の朝または終電付近のみ対応となるが、大阪及び京都ではJR西日本では平日終日と土日を含む毎日となっており、大阪メトロ・阪急電鉄でも一部路線では終日専用となっている。JR西日本は、痴漢の発生件数や曜日、時間帯を分析の結果、ラッシュ時以外の時間帯での発生がおよそ半数と判明したため、2011年に平日朝夕のラッシュ時限定の設定から全日終日に拡大したと言う。また、2016年時点で関西では、男子児童の単独乗車を可能だがそれ以外の男性は女性同伴でないと乗車できないと関東と異なる対応をしている。位置については東京では大半の路線が先頭か最後尾で、関西では大半の路線が列車の中央付近となっている。
女性専用車両は戦前から存在していたが、戦後に混雑率が悪化するなかで廃止された。しかし1988年に起きた痴漢を注意された男2人による逆恨みに起因するレイプ事件である地下鉄御堂筋事件が起こり、この事件を契機として発足した「性暴力を許さない女の会」が「痴漢のいない電車に乗りたい！」1995年に報告書をとりまとめた。それまで男性の「文化」や「娯楽」として週刊誌に取り上げられ女性が自衛すべきものとしてきた痴漢が社会問題化し、再び導入された経緯がある。
日本若者協議会という任意団体はオンラインで署名を集め、2021年9月に都議会公明党に、「本気の痴漢対策を求めます」として要望書を提出した。3月の東京都議会の予算特別委員会での交通機関での痴漢被害などの安全対策についての審議を経て、東京都は痴漢被害多い大江戸線への女性専用車両を導入する方針としている。
2023年10月15日、新たに製造される鉄道車両内に防犯カメラの設置を義務付ける鉄道運輸規程などの改正省令が施行された。
盗撮の被害を防ごうと、阪急大阪梅田駅のエスカレーターには後ろの様子が見える特殊な鏡が設置された。この取り組みは、大阪府警曽根崎警察署が阪急電鉄や埼玉県のメーカーの協力を得て行われ、被害を防ぐのに役立つとされる。曽根崎警察署の管内では盗撮の被害が毎年夏を中心に１００件以上確認されていて、このうちおよそ４割はエスカレーターでの被害だということであった。

### 痴漢防止グッズ
埼玉県警察鉄道警察隊は、犯人への警告及び犯行の証拠残しを目的とした「チカン抑止シール」を無料配布している。ネット上では「悪用されたら怖い」「冤罪が増えるのでは」などの声もあるが、県警鉄警隊は「シールの印はあくまでも補強証拠で、捜査は従来通り被害者や目撃者の証言、防犯カメラの映像などを精査して行う」としている。大宮駅で配布を始めたところ、女子高生や学校からの問い合わせが相次いだ。
実際に被害に遭ったことのある女子高生は、「私たちは泣き寝入りしません」などと書かれたバッジを作成して身に付けたところ、被害に遭わなくなったという。一般社団法人痴漢抑止活動センターでは、啓発活動と痴漢抑止バッジ配布事業を行っている。

夜道を歩くときは光量の大きい懐中電灯を所持していると、痴漢の目をライトの光でくらませて、ひるんだところで鼻先を殴って逃げて110番に通報するといった対策ができる。
シヤチハタでは、「迷惑行為防止スタンプ」としてブラックライトで照らされると浮かび上がる印を押せる印鑑を2019年8月に試作販売した。

### 痴漢対策アプリ
- Digi Police - 警視庁の提供している防犯アプリ。犯罪発生状況の確認ができたり、防犯ブザー機能がある[295]。
- Radar-z - 旧称「痴漢レーダー」。痴漢を匿名で通報できるアプリ[296]。

### 痴漢に対する注意喚起

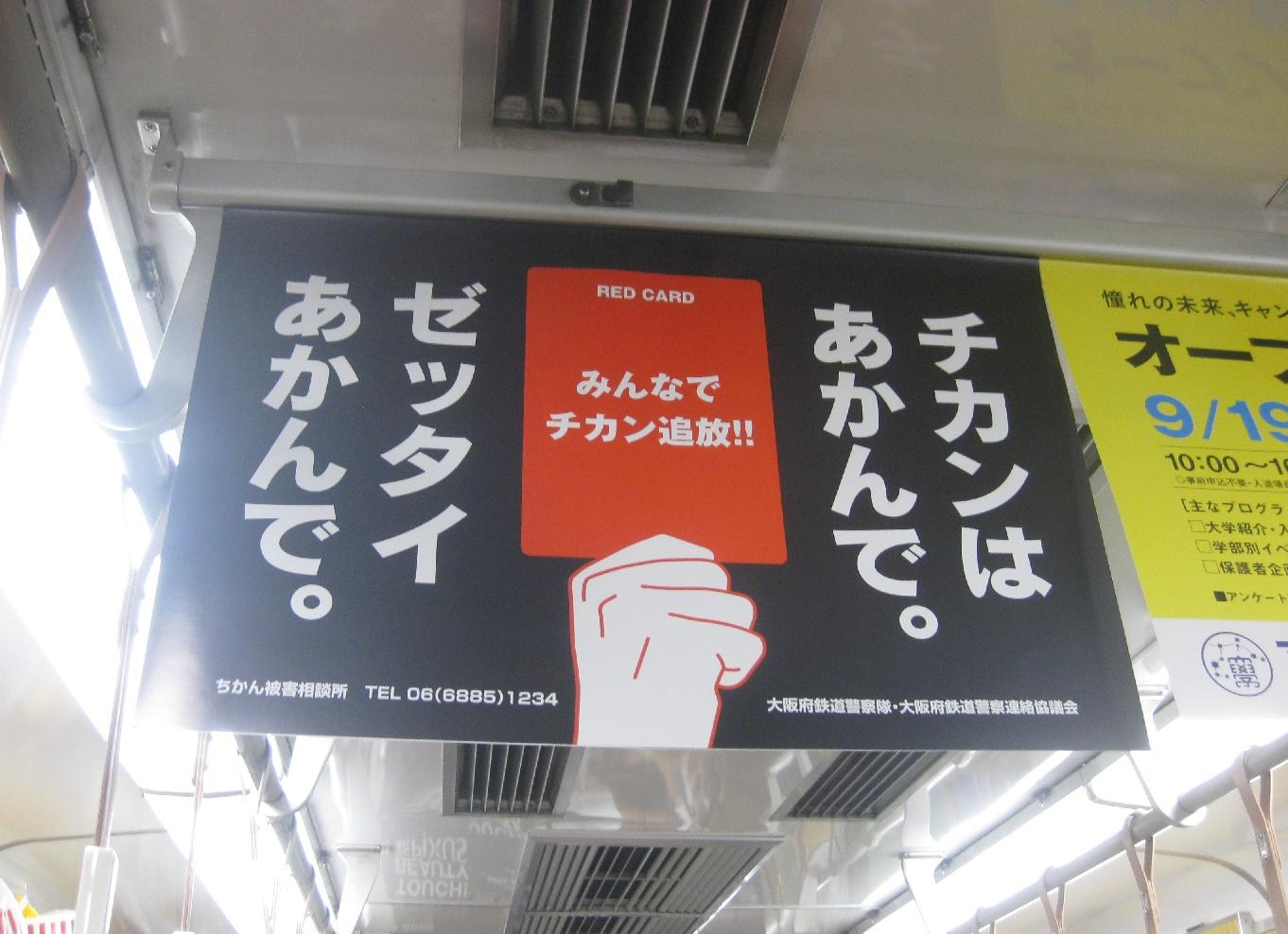
大阪府の吊り広告
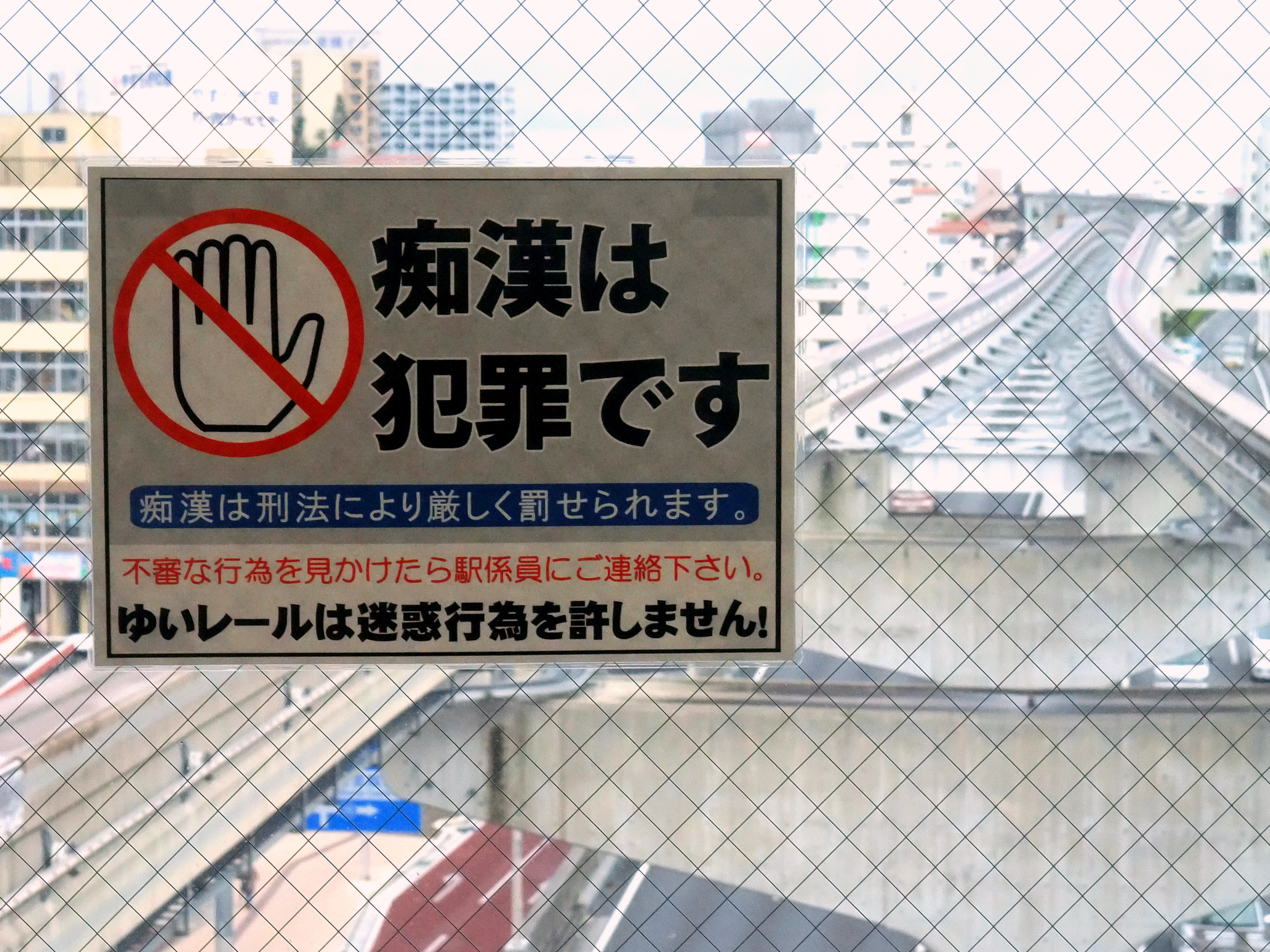
沖縄市のモノレールでの注意張り紙
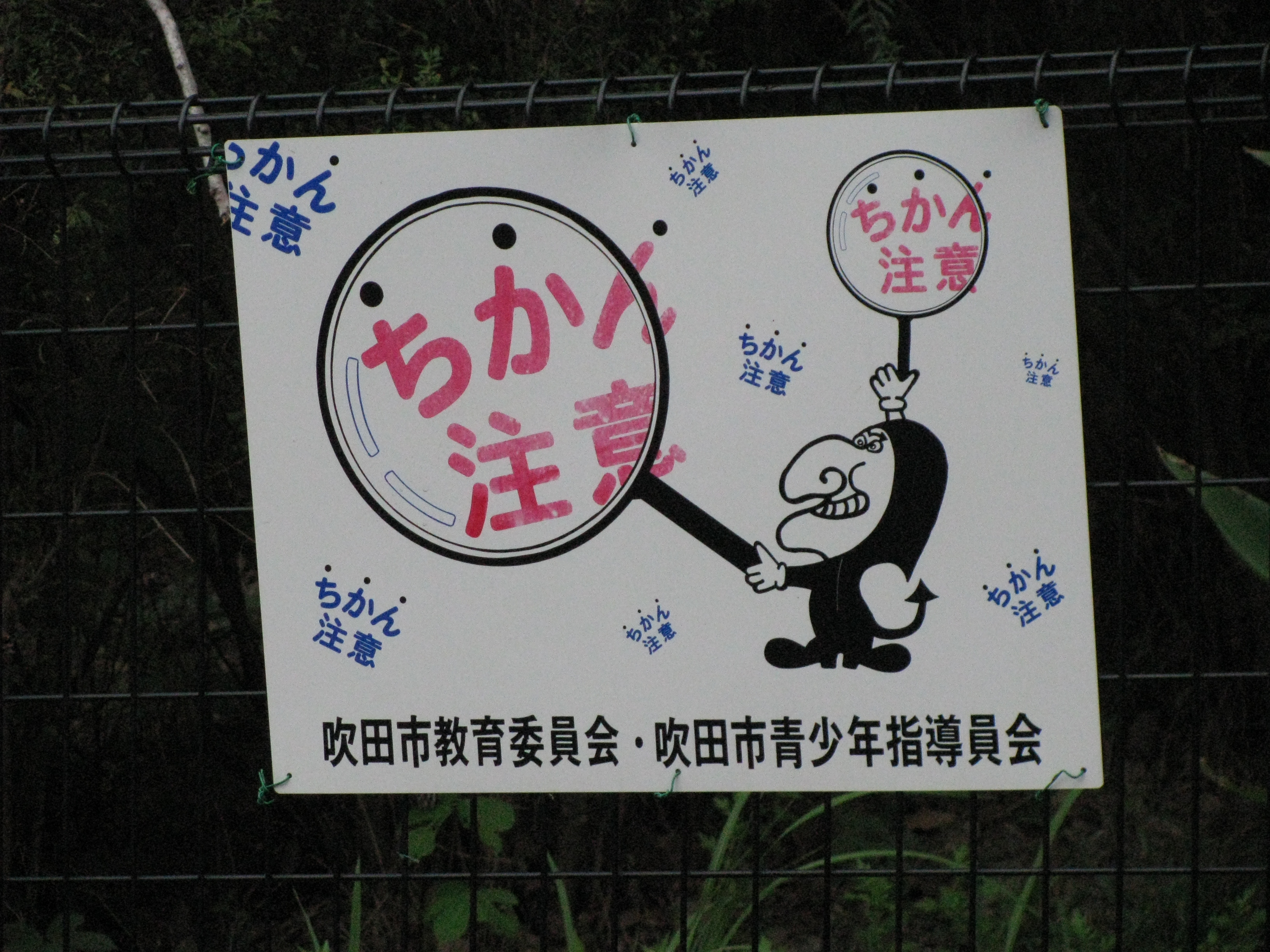
大阪府吹田市の注意看板
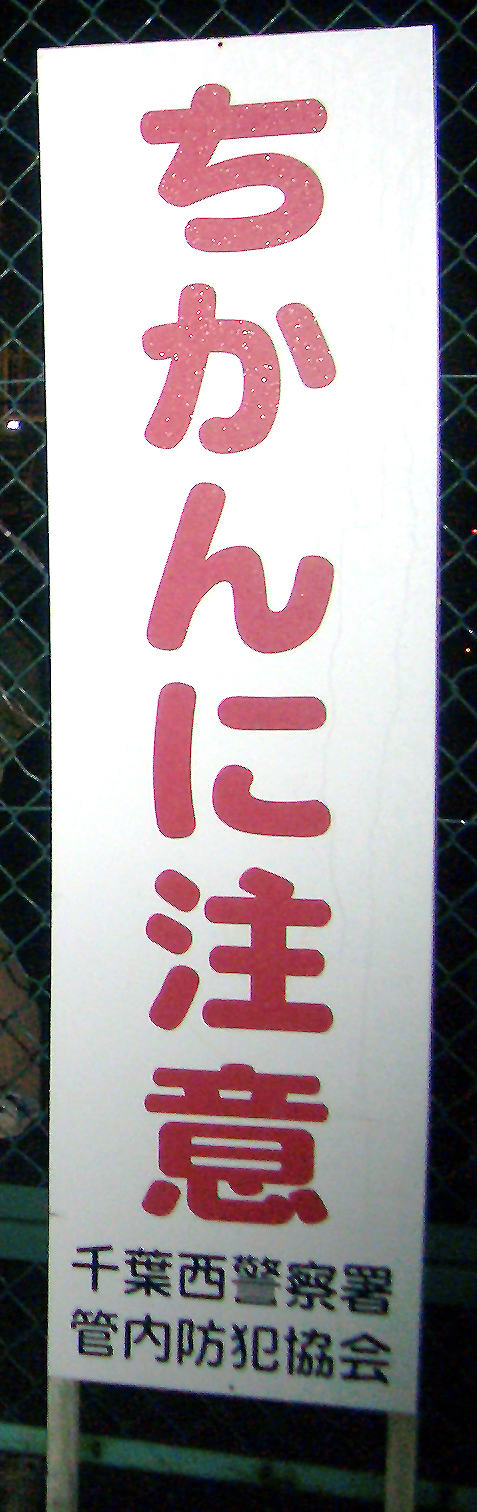
千葉西警察署管内の注意看板
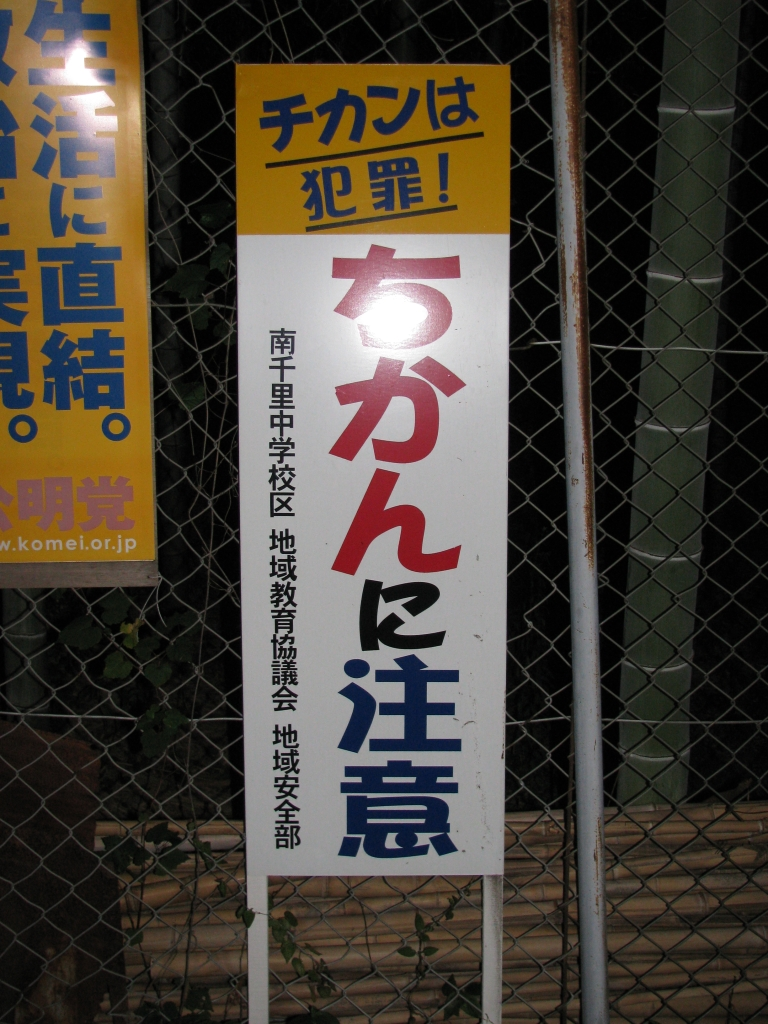
大阪府吹田市の注意看板
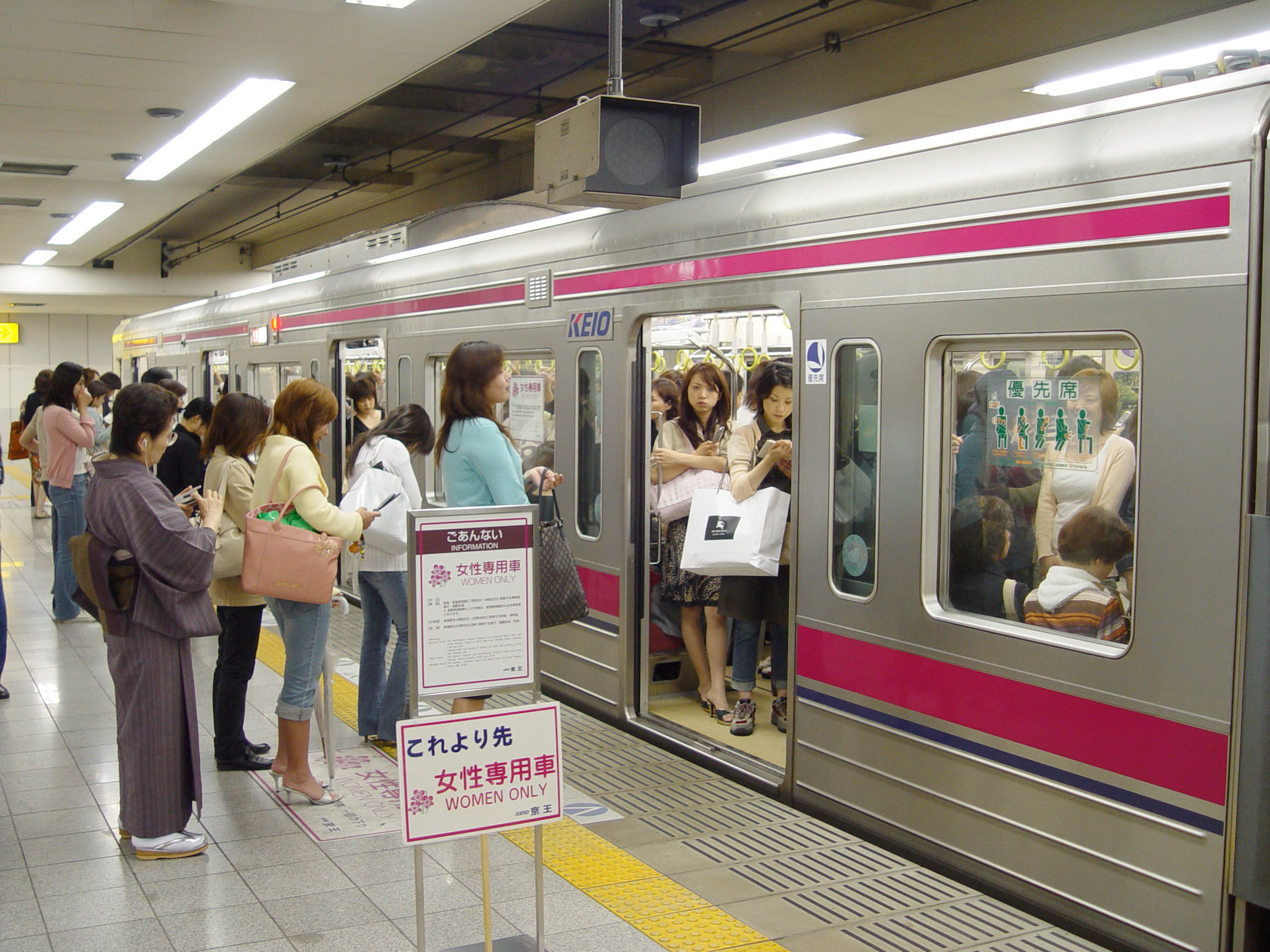
京王電鉄京王線の女性専用車（新宿駅にて撮影）

### 加害者の会社としての対応
逮捕段階では犯罪が確定していないため、解雇等の処分を行うことは違法となる可能性がある。一方で、痴漢事件で有罪が確定した場合において、鉄道会社に勤務していた痴漢の前科がある職員に対して、懲戒解雇もやむを得ないとされた裁判例が存在する。もっとも、この場合においても、退職金の全額不支給は相当ではなく、３割の支払いが命じられた。

### 防犯カメラ
痴漢防止目的で客室内に防犯カメラを全国で初めて導入したＪＲ埼京線で、導入後の2009年1～2月の痴漢摘発件数が前年同時期より6割少ない15件だった。2月には、防犯カメラに気づかなかった男2人が相次ぎ痴漢で現行犯逮捕された。

## 判例
痴漢容疑で最高裁判所まで争われた事例として以下が存在する（西暦は判決時）。

### 有罪例
- 2002年 - 1997年10月、西武池袋線内において大学1年生の女子大生がスカートをたくし上げられ下着の上から陰部を触られる痴漢被害を受け、池袋駅で印刷会社員男性を駅員に痴漢として突き出した。本件は最高裁まで争ったが、東京都迷惑防止条例の5万円の罰金刑が2002年9月に確定した。
  - 男は無罪を主張して106名の弁護団を結成した。この弁護士らは事件の検証本を発行し2審後も被害女性を「自称被害者」と呼称のうえ、実家も裕福で挫折経験もない、客観的に相手の立場を考えることができない、などと女性の人格否定を行った。またイギリスの格言を持ち出し無実の1人が苦しむより有罪の10人が逃れた方がよい、1人の被害者の供述で有罪になるのは魔女狩り裁判に匹敵するなどと主張した[299]。
  - 男は2002年に「痴漢えん罪被害者ネットワーク」を結成して代表として活動していたが[300]、2003年7月に痴漢事件えん罪を訴えるビラ街頭配布の帰りに大江戸線車内で向かい側の寝ていた女性のスカートの中を携帯電話で盗撮し、撮影に気づいた乗客により現行犯逮捕された。男は乗客に注意された際に画像を消去し携帯電話を壊したが、犯行を酒に酔い覚えていないと主張した[301][302]。東京地裁にて2004年2月、懲役6ヶ月と執行猶予4年の有罪判決が出た[303]。
- 2009年 - 2004年4月8日、早稲田大学大学院教授の職にあった植草一秀は、品川駅のエスカレーターで女子高生のスカートの中を手鏡で覗こうとしたとして鉄道警察隊員に東京都迷惑防止条例違反（粗暴行為の禁止）の現行犯で逮捕された[304]。裁判では無罪を主張したが2004年罰金50万円、手鏡1枚没収の判決となり刑が確定した[305]。2006年（平成18年）に電車内で高校生の女子生徒に痴漢行為をしたとして、東京都迷惑防止条例違反の現行犯で警視庁により逮捕された[306]。2009年に最高裁で上告を棄却された[307]。懲役4ヶ月の実刑判決が確定し[308]、8月3日に収容され、東京拘置所で当所執行を受け同年10月4日に、満期釈放した。

- 大阪弁護士会に所属する弁護士は、2011年に駅ホームでの女子高生のスカート内を盗撮したと逮捕された、前科のある無職男性を弁護した。有罪となり控訴したものの、その間に再犯し請求棄却となった[309]。

- 日本銀行職員の男は2006年に電車内での痴漢行為を警察官に目撃され駅構内にカバンと靴を落として逃走し、後日自宅にて逮捕され、有罪となった。東京簡易裁判所で罰金30万円の略式命令を受け日銀を懲戒免職となった。2013年11月、東京簡裁に対して「再審請求」を申し立て請求が棄却された[310]。

### 無罪例
- 2009年 - 防衛医大教授痴漢冤罪事件

## 世界各国での痴漢
痴漢は特に日本にだけ限られた行為ではないが、イギリスやカナダでは日本に観光する自国民に「通勤電車内の女性乗客への不適切な接触やchikanの報告は、かなり一般的である」（英国政府公式サイト）、「混雑した地下鉄や鉄道で、不適切な身体接触が起きる可能性がある」（カナダ政府公式サイト）と注意喚起がされる状況にあり、日本での性犯罪の取り締まりが強化されたことにより小児性愛者等の多くが、逮捕リスクの少ない「電車内のわいせつ行為」に集中したとの意見も見られる。「chikan」が、「karoshi」などに続き国際語化する可能性と、カントリーリスクだと報道されている。
「痴漢」という単語は、日本だけでなく東アジア各地に広まり、中国では日本語を中国語読みして、「chihan」と呼ぶと報道されている。

### 韓国
韓国では「痴漢」を朝鮮語読みした「치한」という呼称が使われている。京畿開発研究院の研究委員が2011年8月に、首都圏で大衆交通を利用する女性職員300人に行った調査では、24.8%が被害に遭ったことがあると答えた。また、このうち30.1%が過去1年間に2回以上被害に遭ったと答えた。被害場所は地下鉄が67.1%、市内バスが15.1%、高速バス・座席バスが6.8%だった。被害に遭った女性の対処方法は日本人女性と同じく消極的で、回答者の半分以上は「乗り換えたり車両を移動したりする」と答えた。また、女性専用車両がある。

### 米国
地下鉄での性犯罪自体は目新しいものではなく、1953年当時のニューヨーク市の刑事は、混雑した地下鉄を「性犯罪者にとって素晴らしい場所」と表現していた。
ニューヨーク市の地下鉄を利用する者を対象にした調査では、63%の人が性的な嫌がらせを受けた経験があると答え、10%が性的暴行を受けたことがあると答えた。実際に、ニューヨーク市の地下鉄において性犯罪の件数は4年連続増加しており、ニューヨーク警察に届け出があった公共交通機関における性犯罪は2017年に1024件に達した。これはかつてニューヨークでは、痴漢は捜査機関の犯罪調査でも調査対象とされておらず、被害女性が無力感を感じ報告しなかった状況から変化したことが一因であるとされる。

### イギリス
2012年度に実施された調査では、18～34歳のロンドン在住女性の内、43%が前年に地下鉄やバスなどで痴漢にあったことがあるという。さらに、2013年7月から2014年4月にかけて、公共交通機関での痴漢の発生件数は27%増加した。また、イギリスでは電車内で起きた痴漢などの性犯罪の報告件数が、2012・2013年度の650件から2016・2017年度の1448件に増加している。英ロビー団体「女性への暴力を終わらせる連合」は、英交通警察や鉄道会社が被害者に当局に報告するよう呼びかける運動を実施したことを賞賛し、件数の上昇は被害に遭うリスクが上昇したという意味ではないと語っている。。これらの女性への性暴力の犯罪の大半がラッシュアワーに起きている。
ロンドンでは、かつて女性専用の車室が存在していたものの、1977年に完全廃止が決定された。後に女性専用車両の導入のアイディアが2015年に労働党のリーダーシップキャンペーンで提案されたものの即座に却下された。その後、労働党の同僚からは批判され、労働党前交通大臣からは「女性にとって極めて侮辱的」とされた。さらにフェミニスト団体からも一様に反対されており、また交通労組の会議書記長は、女性はどこでも座りたいところに座る権利があり、「性別のアパルトヘイトをイギリスの鉄道に望まない」としている。
ロンドンでは地下鉄の痴漢における10倍とも言われる暗数撲滅のため、61016番へメールで通報する革命的な通報システムのキャンペーンを実施した。しかし、18ヶ月で505件の通報があったものの、そのうちわずか14人程度しか逮捕できておらず、未だ痴漢は蔓延している。
イングランドとウェールズにおける性的暴行の法的定義は、誰かが相手の同意を得ずに性的に故意に他人に触れることであり、皮膚や衣服に触れる、または何か他のものを使って皮膚や衣服に触れることが含まれる。これは最長10年の懲役刑が科される重大な犯罪とされている。

### フランス
フランス語では痴漢をする人は「frotteur（こする人）」と呼ばれる。彼らは被害者に対して、女性に体を擦りつけてきて、たいてい公共交通機関など人がすし詰め状態になった場で猛威を振るう。フランスでは1910年から痴漢の存在が社会問題化しており、公共交通機関での痴漢行為は長年の課題であった。また、公共交通機関で男女がともにいることの是非が繰り返し議論され、1910年頃の当時は支持されなかったものの女性専用車両の導入が提案されていた。2018年の1月の時点では、女性専用車両は導入がなされていない。
現代では、犯罪および刑罰対応国家観測所が発表した調査において、女性女性の半数が交通機関に乗っているときに身の危険を感じると回答し、2014年から15年のあいだに少なくとも22万6950人の女性が公共交通機関内で性的被害に遭ったという。
さらにフランスの全国運輸利用者連盟による6000人を超える大規模調査では、回答者の90%近くが公共交通機関で何らかの形で嫌がらせを受けた経験があると回答し、女性の2人に1人がセクハラの被害者にならないためにスカートをやめてズボンを選ぶと回答した。2018年にはパリの地下鉄で自慰行為をしている男が撮影され、その動画がツイッター経由で共有され100万回以上再生される出来事が起きた。動画を投稿した女性によると、このような出来事は珍しいことではなく週に1回はあるという。
2015年、フランスの男女平等高等評議会が、パリの女性600人を対象に調査したところ、全員が18歳以下の時に、公共交通機関で性的な嫌がらせに遭遇していたと報告されている。

### メキシコ
メキシコでは女性の65%が、公共交通機関を利用した際に何らかの性的被害に遭ったと答えている。メキシコシティでは、10人中9人の女性がすでに公共交通機関内での性被害を経験している。メキシコで生中継中に痴漢を行った男性へ叱責したインタビュー女性へ称賛が寄せられた。中南米ではこのような暴力・痴漢・セクハラや、SNS上での脅迫が深刻な問題になっている。またメキシコには女性専用車両がある。

### エジプト
2017年のトムソン・ロイター財団の世論調査では、エジプトの都市であるカイロが女性にとって最も危険な大都市であることが判明し、2013年の国連の調査では、エジプト人女性の70%が公共交通機関での通勤を安全だと感じていないという結果が出ている。またその国連の調査では、女性の99%がエジプトで性的ハラスメントを経験したことがあるという結果が示されている。
ボランティアが看板や乗客のアナウンス、プロモーションビデオなどの取り組みを行っているものの、痴漢の撲滅に大きな進展をもたらしていないため、厳格な法執行が必要であるという声が上がっている。